# Церква святого Юрія (Рогачин)
Церква святого Юрія в Рогачині — парафія і храм греко-католицької громади Бережанського деканату Тернопільсько-Зборівської архієпархії Української греко-католицької церкви в селі Рогачин Тернопільського району Тернопільської области. Пам'ятка архітектури місцевого значення.

## Історія церкви
Наріжний камінь під будівництво нового храму, збудованого у 1957 році, був закладений ще 5 травня 1931 року.
Розпис храму виконали місцеві майстри, а царські ворота були перевезені з храму в Краснопущі. 8 листопада 1957 року храм освятив о. Володимир Шанайда.
Парафія належала до УГКЦ до 1946 року, а з 1990 року знову діє в її структурі.
11 травня 2008 року парафію відвідав єпископ Василій Семенюк.
При парафії діють братство «Апостольство молитви», Марійська дружина та Вівтарна дружина.

## Парохи
- о. Павло Олійник (до 1931),
- о. Олександр Кваснюк (до 1946),
- о. Ярослав Кінах (1990—1995),
- о. Володимир Люшняк (1995—2002),
- о. Василь Кишенюк (2002—2007),
- о. Степан Братців (з 2007).